# Nelson Pelegrino
Nelson Vicente Portela Pelegrino (Salvador, 27 de fevereiro de 1962) é um advogado e político brasileiro.
Formado em Direito pela UFBA, Pelegrino foi filiado ao Partido dos Trabalhadores desde 1980. Foi deputado estadual por dois mandatos e, desde 1999, foi deputado federal (reeleito em 2018).

## Biografia
Nelson Pelegrino viveu a infância e adolescência em Salvador. Iniciou a militância política ainda secundarista, no grêmio da escola onde estudava, e chegou a presidente do Diretório Acadêmico da Universidade Federal da Bahia (UFBA), onde cursou direito, período em que foi diretor da União Nacional dos Estudantes.
Como advogado, passou a assessorar sindicatos de trabalhadores e movimentos populares de associações de bairros, até se eleger deputado estadual, em 1990, pelo Partido dos Trabalhadores, do qual é um dos fundadores na Bahia.[carece de fontes?] Depois de dois mandatos na Assembleia Legislativa, elegeu-se para a Câmara dos Deputados, em 1998.
Em 2004, disputou o cargo de prefeito de Salvador, ficando em terceiro lugar. No segundo turno, Pelegrino apoiou João Henrique Carneiro. Já havia disputado o mesmo cargo nos anos de 1996 e 2000.
Licenciou-se do cargo de deputado em 4 de maio de 2009, para assumir a Secretaria de Justiça do Estado da Bahia. Em 2010, assumiu também a co-coordenadoria do Programa Nacional de Segurança Pública com Cidadania (Pronasci), na Bahia.
Atuante na área dos Direitos Humanos, exerceu por sete anos a presidência desta comissão na Assembleia Legislativa da Bahia e um ano na Câmara dos Deputados.
Em 2011, foi eleito pela terceira vez um dos cem parlamentares mais influentes do Congresso Nacional. O DIAP avaliou os parlamentares segundo cinco tipos de “habilidades” no âmbito do processo legislativo: debatedores; articuladores/organizadores; formuladores; negociadores e formadores de opinião. Pelegrino estava entre os debatedores.
No ano de 2012, candidata-se à prefeitura de Salvador pelo Partido dos Trabalhadores, iniciando a campanha Todos juntos por Salvador a partir do mês de julho daquele ano ano, tendo como vice-prefeita Olívia Santana, do PCdoB, porém, acabou perdendo para o democrata ACM Neto.
Em 2014, Pelegrino se candidata mais uma vez a deputado federal. Com 111.252 votos, é reeleito, para seu quarto mandato consecutivo. Em julho de 2016, Nelson Pelegrino deixa a Secretaria de Turismo da Bahia (SETUR)  e reassume o mandato de deputado federal. 
Renunciou ao mandato de deputado federal em setembro de 2021, em virtude de sua nomeação para o Tribunal de Contas dos Municípios do Estado da Bahia. 